# Kappel Mølle
Kappel Mølle er en stubmølle i Kappel på det vestligste Lolland syd for Nakskov.
Den er antageligt bygget ca. 1730, men er muligvis noget ældre. Møllen er tækket med strå – som den ene af blot to bevarede stråtækte stubmøller i Danmark, og bræddebeklædningen er malet svenskrød. Møllen blev i 1844 gennemgribende moderniseret og udstyret med en skallekværn. Møllen var i drift som kornmølle indtil 1934 og blev i 1936 afhændet til en selvejende institution, ’’Kappel Stubmølle og Hellig Trefoldighedskilde’’.
Landsforeningen ’’Danske Møllers Venner’’ overtog Kappel Mølle i 1983 og gennemførte bl.a. istandsættelse af møllekroppen, foden og vingerne i 1988-89. Fra 2003 til 2025 har den været ejet af den selvejende forening ’’Kappel Stubmøllelaug’’. Efter en ny restaurering i 2004 har den været i stand til at male mel. Møllen er åben for offentligheden ved forskellige lejligheder, bl.a. på ’’Dansk Mølledag’’, der hvert år afholdes den 3. søndag i juni. Her er den i drift og maler mel, hvis vindforholdene tillader det. Når møllen er i drift, påmonteres vindbrætter og kludesejl på vingerne. Møllen drejes op i vinden ved hjælp af en krøjevogn (et transportabelt spil), der fastholdes af pæle rundt om møllen.

## Konstruktion
’’Kværnloftet’’ (dialekt: øverste loft) er den etage, hvor melkværnen med de to møllesten er placeret. I Kappel er møllestenene fremstillet af naturstenen basalt. Rundt om de to kværnsten er der en kasse af træ (et støvkar), der forhindrer melet i at spredes i møllen.
Via et vinkelgear (stokkedrev), der femdobler hastigheden, overføres kraften til den øverste kværnsten, kaldet ’’løberen’’. Den drejer med ca. 100 omdrejninger i minuttet og vejer ca. 800 kg.  ’’Liggeren’’ er den nederste af de to møllesten i kværnen. Den ligger stille og er ca. 10 cm tyk. Kornet fyldes ned i kværnen gennem et hul i øverste kværnsten.
Fra ’’broloftet’’ (det nederste loft) er der adgang til fra svansen. Når melet er malet i kværnen på øverste loft, drysser det ned og opsamles i en sæk på broloftet. Broen er den stolpe, der bærer den øverste kværnsten, løberen. Broen kan hæves og sænkes ved hjælp af lettestangen. Når broen hæves og sænkes, følger løberen med.
Skallekværnen befinder sig på broloftet. Den består af en enkelt sten med riller på kanten. Uden om skallestenen er der en tynd metalplade med huller i. Skallekværnen bruges til at afskalle hvede og byg og roterer meget hurtigt. Den blev formentlig først installeret ved moderniseringen i 1844, og blev genanbragt ved restaureringen i 2004.
Stenbjælken (dialekt: stubbjælke) går på tværs af møllehusets længderetning. Stenbjælken drejer på toppen af stubben og bærer møllestenen. Hele kroppen er bygget op omkring stenbjælken. Stenbjælken bærer indskriften H : C : H 1844 og er formentlig tilføjet møllen af møller Henrik Christian Hertz i 1844. 
Stubben, hvorpå hele møllekroppen er anbragt, drejer omkring to hovedlejer, toplejet og sadlen. Stubben går op gennem første etage, broloftet. Stubben hviler ikke direkte på fundamentet, men bæres af 4 x 4 skråstivere i møllefoden. Stubben er formentlig fra 1730.
Adgangen til møllen sker via svansen (dialekt: svøbe), der blev fornyet i 1988. En enkelt mand kan dreje møllen rundt med et spil, en krøjevogn, som fastgøres til pæle, der er monteret rundt om møllen. Krøjevognen er en ny konstruktion fra 2004.
Møllefoden er en dobbelt-armet krydsfod med 2 x 2 bjælker, der via skråstivere bærer stubben. Foden er fornyet i 1989. Før moderniseringen i 1844 var foden kun enkelt-armet. Spor heraf kan ses på stubben, bl.a. i bunden.
En del af tømmeret i møllen er blevet udskiftet ved de mange restaureringer, men noget af det oprindelige er bevaret, herunder den kraftige stub af egetræ, der bærer hele møllen, og som møllen kan drejes rundt om.

## Møllens historie i hovedtræk

### Årstal og mølleejere
- ca. 1730: Møllen bygges.
- ca. 1765: Større reparation eller ombygning.
- 1787: Niels Cornelius Clausen (født ca. 1753) er møller.
- 1801: Hans Jørgen Eriksen (født ca. 1773) er møller.
- 1834: Claus Michelsen (født ca. 1793) er møller.
- 1836: Henrik Christian Hertz (født 1802) overtager møllen ca. 1836 og sælger den i 1866 til sin søn. På stenbjælken i møllen står hans initialer »H : C : H  1844«.
- 1844: Møllen gennemgår en større modernisering; der tilføjes bl.a. en skallekværn.
- 1866: Henrik Cornelius Hertz (født 1836) overtager møllen fra sin far. Han sælger den i 1887.
- 1887: Rasmus Clausen (født 1841, søn af en tidligere møller) køber møllen. På en bjælke inde i møllen har han malet sit navn »R. Clausen 1888«.
- 1915: Christian Clausen overtager driften fra sin far.
- 1917: Arkitekt Ejner Ørnsholt opmåler møllen.
- 1920: Niels Peter Nielsen køber møllen og driver den frem 1934, hvor han sælger til Caroline F. Larsen.
- 1936: Møllen sælges til den selvejende institution »Kappel Stubmølle og Hellig Tre-foldighedskilde«.
- 1956: Møllen restaureres og får bl.a. nye vinger og nyt akselhoved fra en mølle i Knubbeløkke.
- 1957: Ingeniør Anders Jespersen beskriver møllen.
- 1959: Møllen bygningsfredes.
- 1983: Danske Møllers Venner overtager møllen.
- 1989: Møllen restaureres og får bl.a. ny beklædning, ny fod og nye vinger.
- 2003: Kappel Stubmøllelaug overtager møllen.
- 2004: Møllen færdigrestaureres, sådan at den igen kan male mel. Tømmerkonstruktionen forstærkes, teknikken sættes i stand og ny aksel isættes.[3]

## Eksterne links
- Kappel Mølles hjemmeside
- ’’Møller på Lolland- Falster

54°46′26.49″N 11°2′10.14″Ø / 54.7740250°N 11.0361500°Ø